# チュウワウィザード
チュウワウィザード（欧字名:Chuwa Wizard、2015年4月19日 - ）は、日本の競走馬・種牡馬。主な勝ち鞍は2019年のJBCクラシック、2020年・2022年の川崎記念、2020年のチャンピオンズカップ。
馬名の意味は、冠名＋魔術師。2020年のJRA賞最優秀ダートホース。

## 経歴

### 3歳（2018年）
2月17日に京都競馬場のダート1800mの新馬戦に1番人気で出走。レースでは中団待機から直線で後続を突き放し、2着に3馬身差を付けてデビュー勝ちを飾った。次走3月18日の500万下では2番人気に推されたものの、鞍上が促しながらの競馬となり、1着のテーオーエナジーから離された3着に敗れた。続く6月24日の500万下競走では1番人気ながら単勝オッズは4.9倍と混戦模様になったが、直線で大外から先行集団を差し切り後続を0.6秒離して圧勝した。
7月14日のインディアT（1000万下）でも1番人気の支持を受け、メンバー中最速の上がり3ハロンの末脚で追い込んだが、前に届かず3着に終わった。8月11日の麒麟山特別（1000万下）は最後の直線で最内を通り、進路が狭くなる場面があったものの、最後はクビ差で差し切って優勝した。続く9月15日のオークランドRCT（1600万下）でもゴール前で先頭のダンツゴウユウをクビ差交わして連勝、オープン入りを果たした。
12月8日の師走ステークスでは中団に位置を取り、外を周って前を追い込んだが、2番手から抜け出したテーオーエナジーとの差を詰められず2着に敗れた。その後は初の重賞挑戦となる12月24日の名古屋グランプリに出走。重賞2勝馬グリムに次ぐ2番人気に推されると、前を行くグリムとミツバをゴール前で差し切り、重賞初制覇を飾った。

### 4歳（2019年）
この年は1月20日の東海ステークスから始動。条件戦5戦をいずれも圧勝し、ここでも1.5倍の圧倒的な支持を集めたインティに次ぐ2番人気での出走となった。逃げるインティを先団で追走し直線では3着以下には7馬身差をつけたが、インティとの差は詰め切れず2馬身差の2着に終わった。続いて3月13日のダイオライト記念に出走。JpnI勝ち馬ミツバ、オールブラッシュ、サウンドトゥルー、アポロケンタッキーなどの実績馬が集まる中で1.4倍の断然人気に推されると、レースではスローの2番手で折り合い、直線では楽に抜け出し、2着に4馬身差の快勝で重賞2勝目を飾った。
5月18日の平安ステークスでは初の58kgを背負っての出走となったが、前年の東京大賞典勝ち馬オメガパフュームや前年の本レース優勝馬サンライズソアなどを抑えて1番人気に支持された。レースでは速い流れの中で中団後方から前を追走すると、直線では外から追い込んで先行集団を差し切り、ゴール前でのモズアトラクションとの叩き合いをハナ差制して重賞連勝となった。
次走には初のJpnI挑戦となる6月26日の帝王賞を選択。同競走には東海ステークスの後にフェブラリーステークスを制したインティ、そのインティをかしわ記念で2着に破りGI/JpnI5勝目を挙げたゴールドドリーム、さらに前年の最優秀ダートホースで本馬の従兄弟にあたるルヴァンスレーヴなども出走を予定していたが、ゴールドドリームとルヴァンスレーヴが回避したため、インティに次ぐ2番人気での出走となった。レースでは好スタートから内枠を生かして先団に位置を取り、最後の直線半ばで抜け出して一旦は先頭に立ったものの、後方から追い込んできたオメガパフュームに差し切られて2着に敗れた。
秋の初戦として浦和競馬場での開催となった11月4日のJBCクラシックに出走。前走で先着を許したオメガパフュームは左回りが苦手とされており人気を落としたため、本馬が単勝オッズ1.6倍の支持を受けた。レースでは先行馬から離れた4番手に付けて前を追走し、2周目の向こう正面で進出を開始し位置を押し上げて最終コーナーで先頭に立つと、直線では追い込んできたオメガパフュームとの叩き合いとなり、並んで入線。写真判定の結果、首の上げ下げで本馬がハナ差先着しており、JpnI初制覇となった。数多の活躍馬を送り出してきたノーザンファーム空港牧場のC1厩舎にとっても育成馬初のダートJpnI競走制覇となった。
続いて12月1日のチャンピオンズカップに出走。同レースにはデビューから5戦無敗で2着に付けた合計着差が26馬身に及ぶ3歳馬クリソベリル、そのクリソベリルを抑え1番人気に推されたゴールドドリーム、帝王賞以来の再戦となるインティ、新たにランフランコ・デットーリとのコンビを組んだオメガパフュームなどが出走し、その4頭に次ぐ単勝オッズ6.7倍の5番人気となった。ここまで6戦連続で鞍上を務めた川田は同じく主戦を務めるクリソベリルに騎乗したため、福永祐一を鞍上に迎えての参戦となった。レースでは内枠スタートから先団に位置をとったものの、鞍上が「勝ち馬の位置を取りたかったけど取れなかった」と述べたように外のクリソベリルに前を譲る形となり、さらに直線では進路が詰まり外に切り替える展開となって前3頭との差を詰め切れず、最後は追い上げたものの3着インティに半馬身差の4着に敗れた。

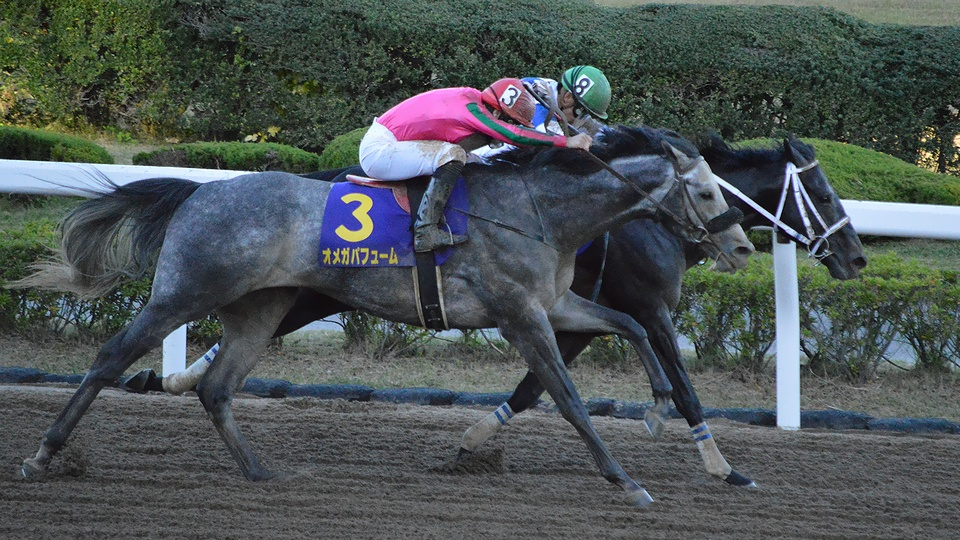
2019年JBCクラシック
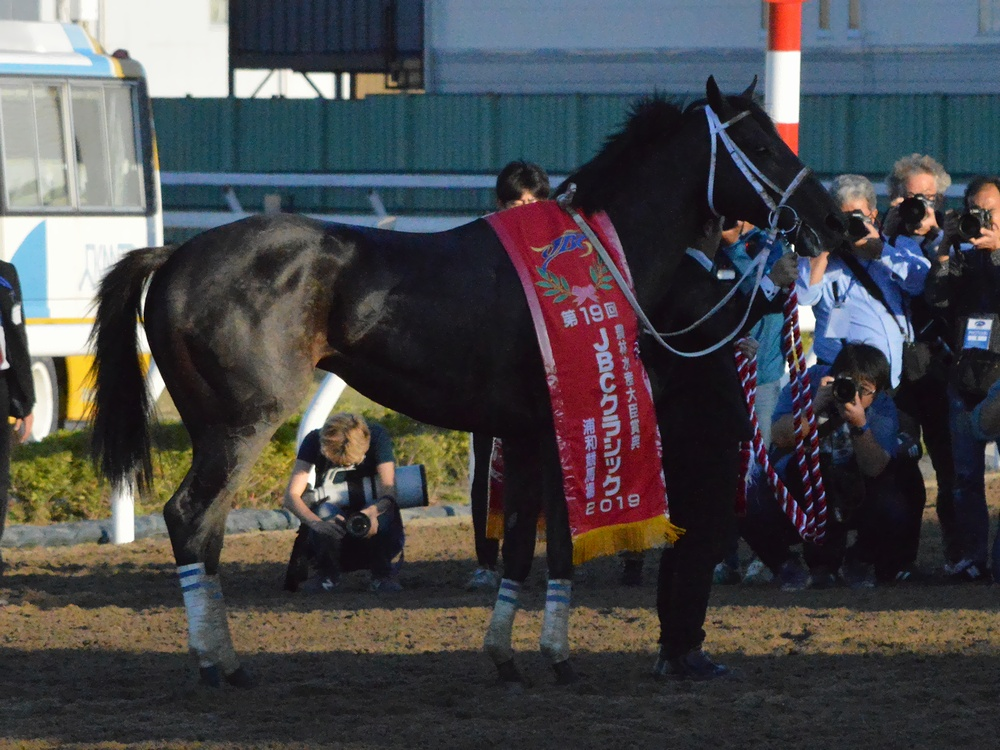
2019年JBCクラシック表彰式

### 5歳（2020年）
この年は1月29日の川崎記念から始動し、鞍上には再び川田を迎えた。2番人気が長期休養明け2走目の前走で大敗したケイティブレイブというメンバー構成となったこともあり、単勝オッズ1.6倍の支持を受けて出走。レースでは12頭中大外枠からの発走となったものの好スタートから先団に位置を取り、最終コーナーで楽な手応えのまま先頭に立つと、直線で後続を突き放し2着に6馬身差を付ける圧勝でJpnI・2勝目を飾った。レース後、鞍上の川田は「1頭になってからは遊んでいて、精神的に幼い面を出してしまった。もう少しだけ大人になれば」とコメント。大久保龍志調教師はドバイワールドカップ参戦の意向を明らかにした。
その後ドバイワールドカップに招待され受諾。しかし現地入り後に新型コロナウイルスの感染拡大を受けてレースが中止となり、日本に帰国した。
帰国初戦は6月24日の帝王賞に出走。同レースには同じくドバイからの帰国初戦だったクリソベリルも出走したため、ゴールドドリームの回避により乗り馬が不在となっていたクリストフ・ルメールとの新コンビとなった。レースではクリソベリルを追走する位置を取ったが、4コーナーで窮屈になる場面もあり、直線では前を行くクリソベリルとオメガパフュームとの差を詰められず3着。ルメールは「休み明けでしたから、3、4コーナーで反応が少し遅かったです」とした。
前年に引き続き、秋の初戦は11月3日大井のJBCクラシックに出走。前走と同じくルメールとのコンビとなった。レースでは逃げるダノンファラオと並ぶ形で2番手から競馬を進め、直線で先頭に立ったものの、3 - 4番手に位置を取っていたクリソベリルとオメガパフュームに差し切られ、前走帝王賞と同じ組み合わせでの3着に敗れた。
その後も前年と同じく、12月6日のチャンピオンズカップに出走。4度目の対戦となるクリソベリル、3歳馬カフェファラオ、前年の本レース2着馬ゴールドドリームに次ぐ4番人気となり、デビュー以来初めての2桁オッズとなる単勝13.3倍での出走となった。近2走でコンビを組んだルメールがカフェファラオに騎乗したため、2年前の条件戦以来の騎乗となる戸崎圭太を鞍上に迎えた。レースではクリソベリルをマークする位置を取り、4コーナーでは追い通しながらの進出となったが、直線半ばでクリソベリルに並びかけて競り落とすと、先頭で粘るインティを差し切り、最後は追い込んできたゴールドドリームに2馬身半差を付けて優勝。JRA・GI初勝利を挙げると共にGI/JpnI3勝目となった。鞍上の戸崎はこれが前年11月の骨折による長期休養明け初のGI制覇、またオーナーの中西忍にとっても所有馬初の中央GI制覇であり、戸崎は「追ってしぶとい馬なので、こちらから外を回す形で動かしていきました。力を出してくれて、馬の力で僕も勝たせてもらいました」とコメント。中西オーナーは「大久保先生とは開業当初からのお付き合いで、馬主になって最初からお世話になっていましたから、本当にうれしい気持ちです」と述べた。
最終的に2020年はGI級競走4戦のみに出走し2勝・3着2回と安定した成績を残し、2020年度のJRA賞最優秀ダートホースに選出された（186/283票）。

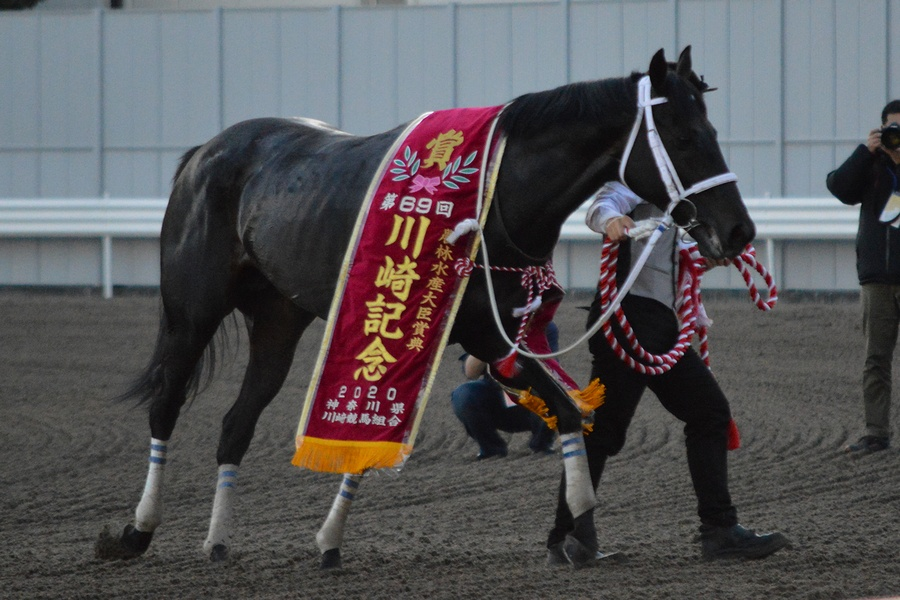
2020年川崎記念表彰式
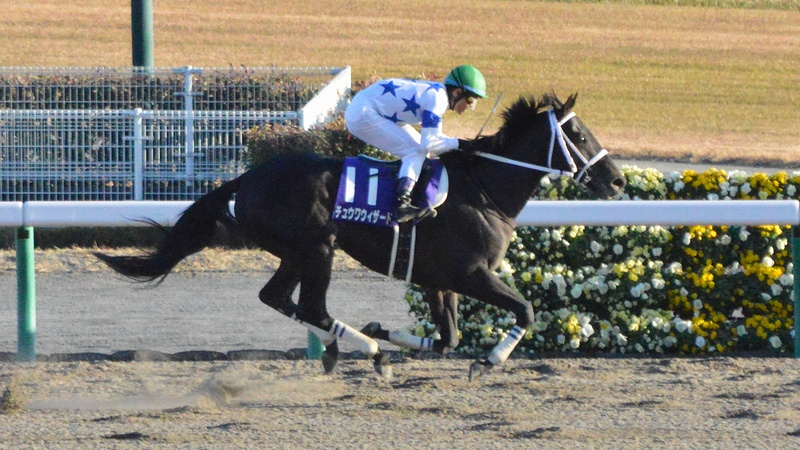
チャンピオンズC
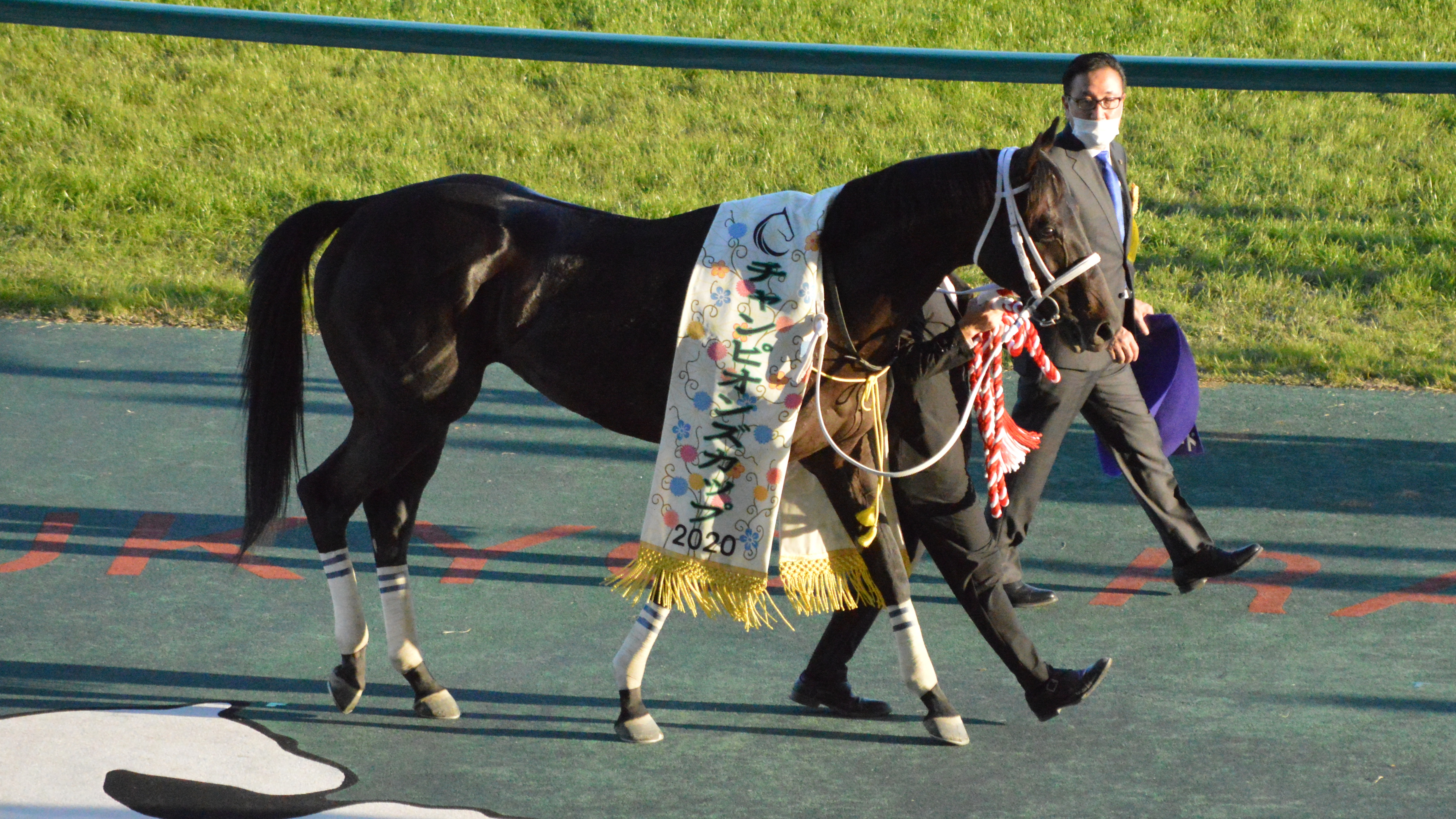
チャンピオンズC表彰式

### 6歳（2021年）
この年の初戦として、サウジアラビアで開催されるサウジカップに引き続き戸崎鞍上で参戦することが決定。また、サウジカップ後はドバイワールドカップに転戦することも決まった。
迎えたサウジカップでは米国のシャーラタン、ニックスゴーなどが人気を集めるなか、海外のブックメーカーでは14頭中5番人気タイの評価を受ける。レースは最内枠からの発走となったが、行き足が付かず終始鞍上が手綱を動かす展開となり、直線でも伸びを見せられず9着に敗退。鞍上の戸崎は「スタートが滑るような感じで、その後も進みが良くなかった。雨が降った影響があったかも」とした。
サウジカップ後は予定通りドバイワールドカップへ出走。本レースで良績を残す米国調教馬、ゴドルフィン所有馬ともにG1優勝馬が出走しないメンバー構成となり、レーティング面では117ポンドで本馬が首位となったが、ブックメーカーでは14頭中9番人気の低評価に留まった。レースは馬場入り後に1頭が放馬、更に枠入り途中で1頭が放馬し発走時間が遅れるアクシデントがあったものの、好スタートから先団のインに位置を取り、最終コーナーで手応えが怪しくなったものの最後まで伸びを見せ、優勝したミスティックガイドに3馬身3/4差の2着でゴール。本レースでの日本調教馬の連対は2011年のヴィクトワールピサとトランセンドのワンツー以来10年ぶり、ダートでの開催では2001年のトゥザヴィクトリー以来20年ぶりの快挙となった。レース後、鞍上の戸崎は「発走まで待たされましたが逆に落ち着きが出て、スタートを上手く切って本来の競馬ができました」とし、「いいペースの中、最後までしっかり伸びてくれました。またリベンジしたい。今回の方がサウジより追い切りも良く感じていたので、力を見せてくれてよかったです」とコメントした。
帰国初戦は3年連続の出走となる6月30日の帝王賞を選択。オメガパフュームに次ぐ2番人気に推されたが、レースでは中団に位置を取ったものの直線で前との差を詰められず、テーオーケインズから1秒3差の6着に敗退。国内では19戦目にして初めて掲示板を外す結果に終わった。帝王賞出走後の7月7日には右第1指骨を剥離骨折していることが判明し、3カ月以上の休養を要する見込みと発表された。
4か月ぶりのレースとなったJBCクラシックは骨折明けながら勝ったミューチャリーに0.2秒差の3着となり、2年連続の3着に入った。連覇を狙ったチャンピオンズカップは中団追走から直線では外に出して追い上げ、勝ったテーオーケインズに6馬身離されたものの2着を確保した。

### 7歳（2022年）
7歳初戦として、2月2日に行われたJpnI川崎記念に出走。単勝オッズ1.2倍の圧倒的1番人気に推された。道中は中団前でレースを進め、先に抜け出した9番人気エルデュクラージュを直線で交わすと、最後はこれを4馬身差突き放して優勝。2020年に続く2度目の川崎記念制覇を果たした。GI/JpnIは4勝目。鞍上の川田将雅は「2年前にここで勝たせて頂いて、ドバイへ行く予定でしたがコロナの影響で中止になったことで行けませんでした。その後、僕の都合で乗ることができませんでしたが、こうしてまた手綱を任せて貰いましたので、今年こそという思いでドバイへ行って来ます。この馬の事を日本で、精一杯応援して頂ければと思います」とコメントした。
3月26日、前年2着のG1ドバイワールドカップに出走。ペガサスワールドカップで前年のワールド・ベスト・レースホース・ランキング1位のニックスゴーを下した単勝1.4倍の1番人気ライフイズグッド、G1ペンシルベニアダービーを制したホットロッドチャーリーに次ぐ3番人気に推された。レースでは、最後方追走から最後の直線で追い込み猛追したが3着に敗れた。なお、1番人気ライフイズグッドは逃げるもゴール前で脚色が鈍り4着に終わった。鞍上の川田は「返し馬の雰囲気はとても良く、良い状態でレースを迎えることができました」「直線は無理をして止まった馬を捕まえに行きながら3着まで来てくれて、去年と比べると遥かに強いメンバーのなかで全力の走りをしてくれました」と振り返った。
続いて、6月29日に行われたJpnI帝王賞に出走。前年のJRA賞最優秀ダートホースであるテーオーケインズ、GI東京大賞典を4連覇中のオメガパフュームに次ぐ3番人気に推された。レースでは、内々の4、5番手を追走。他馬が動いた向正面でも6番手で3、4コーナーを回り、最後の直線では内を突きメンバー中最速の上がり3F36秒6の末脚で伸びたが、5番人気メイショウハリオにクビ差届かず2着に敗れた。鞍上の川田は「ドバイ帰りできつい中でもしっかりと自分の能力を出してくれました。2着でもとてもいい内容でした」と話した。
その後はJBCクラシックを目標としていたが、右前脚の繋靱帯炎を発症。10月13日付で競走馬登録を抹消した。北海道新冠町の優駿スタリオンステーションで種牡馬となる。

## 競走成績
以下の内容は、netkeiba.comの情報、サカブジョッキークラブの情報、エミレーツレーシングオーソリティの情報、Racing Postに基づく。
| 競走日     | 競馬場   | 競走名           | 格       | 距離（馬場）  | 頭 数 | 枠 番 | 馬 番 | オッズ （人気） | 着順 | タイム （上がり3F） | 着差           | 騎手        | 斤量 [kg] | 1着馬（2着馬）         | 馬体重 [kg] |
| ---------- | -------- | ---------------- | -------- | ------------- | ----- | ----- | ----- | --------------- | ---- | ------------------- | -------------- | ----------- | --------- | ---------------------- | ----------- |
| 2018.02.17 | 京都     | 3歳新馬          |          | ダ1800m（稍） | 16    | 4     | 7     | 002.00（1人）   | 01着 | R1:55.1（37.3）     | -0.5           | 0岩田康誠   | 56        | （ララプリムヴェール） | 480         |
| 0000.03.18 | 阪神     | 3歳500万下       |          | ダ1800m（良） | 14    | 5     | 8     | 004.10（2人）   | 03着 | R1:53.7（38.0）     | -1.2           | 0川田将雅   | 56        | テーオーエナジー       | 468         |
| 0000.06.24 | 阪神     | 3歳上500万下     |          | ダ1800m（重） | 16    | 7     | 13    | 004.90（1人）   | 01着 | R1:52.0（37.5）     | -0.6           | 0川田将雅   | 54        | （グアン）             | 482         |
| 0000.07.14 | 中京     | インディアT      | 1000万下 | ダ1900m（良） | 14    | 8     | 14    | 003.20（1人）   | 03着 | R1:57.9（36.9）     | -0.2           | 0福永祐一   | 53        | アイアンテーラー       | 470         |
| 0000.08.11 | 新潟     | 麒麟山特別       | 1000万下 | ダ1800m（良） | 15    | 7     | 13    | 002.40（1人）   | 01着 | R1:53.7（36.9）     | -0.0           | 0戸崎圭太   | 54        | （アナザートゥルース） | 472         |
| 0000.09.15 | 阪神     | オークランドRCT  | 1600万下 | ダ1800m（稍） | 10    | 8     | 10    | 002.60（1人）   | 01着 | R1:50.7（35.7）     | -0.0           | 0川田将雅   | 54        | （ダンツゴウユウ）     | 472         |
| 0000.12.08 | 中山     | 師走S            | OP       | ダ1800m（良） | 16    | 6     | 12    | 003.90（2人）   | 02着 | R1:51.3（36.7）     | -0.4           | 0田辺裕信   | 54        | テーオーエナジー       | 476         |
| 0000.12.24 | 名古屋   | 名古屋GP         | JpnII    | ダ2500m（稍） | 9     | 8     | 8     | 002.90（2人）   | 01着 | R2:40.7（37.4）     | -0.1           | 0川田将雅   | 54        | （ミツバ）             | 477         |
| 2019.01.20 | 中京     | 東海S            | GII      | ダ1800m（良） | 13    | 3     | 3     | 004.80（2人）   | 02着 | R1:50.1（35.8）     | -0.3           | 0川田将雅   | 56        | インティ               | 480         |
| 0000.03.13 | 船橋     | ダイオライト記念 | JpnII    | ダ2400m（重） | 13    | 1     | 1     | 001.40（1人）   | 01着 | R2:37.3（37.9）     | -0.8           | 0川田将雅   | 55        | （アポロケンタッキー） | 475         |
| 0000.05.18 | 京都     | 平安S            | GIII     | ダ1900m（良） | 16    | 4     | 7     | 002.50（1人）   | 01着 | R1:58.1（36.5）     | -0.0           | 0川田将雅   | 58        | （モズアトラクション） | 482         |
| 0000.06.26 | 大井     | 帝王賞           | JpnI     | ダ2000m（重） | 14    | 1     | 1     | 003.10（2人）   | 02着 | R2:04.6（37.7）     | -0.2           | 0川田将雅   | 57        | オメガパフューム       | 470         |
| 0000.11.04 | 浦和     | JBCクラシック    | JpnI     | ダ2000m（重） | 11    | 6     | 8     | 001.60（1人）   | 01着 | R2:06.1（37.0）     | -0.0           | 0川田将雅   | 57        | （オメガパフューム）   | 481         |
| 0000.12.01 | 中京     | チャンピオンズC  | GI       | ダ1800m（良） | 16    | 2     | 3     | 006.70（5人）   | 04着 | R1:48.8（35.5）     | -0.3           | 0福永祐一   | 57        | クリソベリル           | 482         |
| 2020.01.29 | 川崎     | 川崎記念         | JpnI     | ダ2100m（不） | 12    | 8     | 12    | 001.60（1人）   | 01着 | R2:14.1（39.0）     | -1.2           | 0川田将雅   | 57        | （ヒカリオーソ）       | 478         |
| 0000.06.24 | 大井     | 帝王賞           | JpnI     | ダ2000m（重） | 14    | 4     | 6     | 005.20（3人）   | 03着 | R2:05.9（36.5）     | -0.6           | 0C.ルメール | 57        | クリソベリル           | 489         |
| 0000.11.03 | 大井     | JBCクラシック    | JpnI     | ダ2000m（稍） | 15    | 8     | 14    | 008.00（3人）   | 03着 | R2:03.4（38.1）     | -0.9           | 0C.ルメール | 57        | クリソベリル           | 483         |
| 0000.12.06 | 中京     | チャンピオンズC  | GI       | ダ1800m（良） | 16    | 6     | 11    | 013.30（4人）   | 01着 | R1:49.3（36.4）     | -0.4           | 0戸崎圭太   | 57        | （ゴールドドリーム）   | 486         |
| 2021.02.20 | KAA      | サウジC          |          | ダ1800m（良） | 14    | 1     | 4     | 015.00（5人）   | 09着 | R1:52.98            | -3.39          | 0戸崎圭太   | 57        | Mishriff               | 計不        |
| 0000.03.27 | メイダン | ドバイWC         | G1       | ダ2000m（良） | 14    | 3     | 3     | 007.30（4人）   | 02着 | R                   | -（3馬身 3/4） | 0戸崎圭太   | 57        | Mystic Guide           | 計不        |
| 0000.06.30 | 大井     | 帝王賞           | JpnI     | ダ2000m（重） | 13    | 5     | 7     | 004.10（2人）   | 06着 | R2:04.0（38.0）     | -1.3           | 0戸崎圭太   | 57        | テーオーケインズ       | 487         |
| 0000.11.03 | 金沢     | JBCクラシック    | JpnI     | ダ2100m（良） | 12    | 1     | 1     | 005.60（3人）   | 03着 | R2:13.4（35.9）     | -0.3           | 0戸崎圭太   | 57        | ミューチャリー         | 484         |
| 0000.12.05 | 中京     | チャンピオンズC  | GI       | ダ1800m（良） | 16    | 7     | 13    | 004.60（3人）   | 02着 | R1:50.7（36.2）     | -1.0           | 0戸崎圭太   | 57        | テーオーケインズ       | 488         |
| 2022.02.02 | 川崎     | 川崎記念         | JpnI     | ダ2100m（良） | 13    | 3     | 3     | 001.20（1人）   | 01着 | R2:14.9（38.3）     | -0.9           | 0川田将雅   | 57        | （エルデュクラージュ） | 488         |
| 0000.03.26 | メイダン | ドバイWC         | G1       | ダ2000m（良） | 10    | 3     | 2     | 007.90（3人）   | 03着 | R                   | -（2馬身 1/4） | 0川田将雅   | 57        | Country Grammer        | 計不        |
| 0000.06.29 | 大井     | 帝王賞           | JpnI     | ダ2000m（良） | 9     | 6     | 6     | 007.50（3人）   | 02着 | R2:03.3（36.6）     | -0.0           | 0川田将雅   | 57        | メイショウハリオ       | 491         |

- 海外の競走の「枠番」欄はゲート番号を記載
- サウジアラビアのオッズ・人気はRacing Postのもの（日本式のオッズ表記とした）

## 血統表
| チュウワウィザードの血統        | チュウワウィザードの血統                                                                   | チュウワウィザードの血統                                                                   | （血統表の出典）                                                                           | （血統表の出典）  |
| 父系                            | ミスタープロスペクター系                                                                   | ミスタープロスペクター系                                                                   | ミスタープロスペクター系                                                                   | [ § 2 ]           |
| 父 キングカメハメハ 2001 鹿毛   | 父の父Kingmambo 1990 鹿毛                                                                  | Mr. Prospector                                                                             | Raise a Native                                                                             | Raise a Native    |
| 父 キングカメハメハ 2001 鹿毛   | 父の父Kingmambo 1990 鹿毛                                                                  | Mr. Prospector                                                                             | Gold Digger                                                                                |                   |
| 父 キングカメハメハ 2001 鹿毛   | 父の父Kingmambo 1990 鹿毛                                                                  | Miesque                                                                                    | Nureyev                                                                                    | Nureyev           |
| 父 キングカメハメハ 2001 鹿毛   | 父の父Kingmambo 1990 鹿毛                                                                  | Miesque                                                                                    | Pasadoble                                                                                  |                   |
| 父 キングカメハメハ 2001 鹿毛   | 父の母*マンファス Manfath 1991 黒鹿毛                                                      | *ラストタイクーン                                                                          | *トライマイベスト                                                                          | *トライマイベスト |
| 父 キングカメハメハ 2001 鹿毛   | 父の母*マンファス Manfath 1991 黒鹿毛                                                      | *ラストタイクーン                                                                          | Mill Princess                                                                              |                   |
| 父 キングカメハメハ 2001 鹿毛   | 父の母*マンファス Manfath 1991 黒鹿毛                                                      | Pilot Bird                                                                                 | Blakeney                                                                                   | Blakeney          |
| 父 キングカメハメハ 2001 鹿毛   | 父の母*マンファス Manfath 1991 黒鹿毛                                                      | Pilot Bird                                                                                 | The Dancer                                                                                 |                   |
| 母 チュウワブロッサム 2007 栗毛 | 母の父デュランダル 1999 栗毛                                                               | *サンデーサイレンス                                                                        | Halo                                                                                       | Halo              |
| 母 チュウワブロッサム 2007 栗毛 | 母の父デュランダル 1999 栗毛                                                               | *サンデーサイレンス                                                                        | Wishing Well                                                                               |                   |
| 母 チュウワブロッサム 2007 栗毛 | 母の父デュランダル 1999 栗毛                                                               | サワヤカプリンセス                                                                         | *ノーザンテースト                                                                          | *ノーザンテースト |
| 母 チュウワブロッサム 2007 栗毛 | 母の父デュランダル 1999 栗毛                                                               | サワヤカプリンセス                                                                         | *スコッチプリンセス                                                                        |                   |
| 母 チュウワブロッサム 2007 栗毛 | 母の母オータムブリーズ 1998 鹿毛                                                           | *ティンバーカントリー                                                                      | Woodman                                                                                    | Woodman           |
| 母 チュウワブロッサム 2007 栗毛 | 母の母オータムブリーズ 1998 鹿毛                                                           | *ティンバーカントリー                                                                      | Fall Aspen                                                                                 |                   |
| 母 チュウワブロッサム 2007 栗毛 | 母の母オータムブリーズ 1998 鹿毛                                                           | セプテンバーソング                                                                         | *リアルシャダイ                                                                            | *リアルシャダイ   |
| 母 チュウワブロッサム 2007 栗毛 | 母の母オータムブリーズ 1998 鹿毛                                                           | セプテンバーソング                                                                         | ダイナフェアリー                                                                           |                   |
| 母系(F-No.)                     | ファンシミン系(FN:9-f)                                                                     | ファンシミン系(FN:9-f)                                                                     | ファンシミン系(FN:9-f)                                                                     | [ § 3 ]           |
| 5代内の近親交配                 | Mr. Prospector 3×5=15.63%、Northern Dancer 5･5×5=9.38%、ノーザンテースト 4･5（母内）=9.38% | Mr. Prospector 3×5=15.63%、Northern Dancer 5･5×5=9.38%、ノーザンテースト 4･5（母内）=9.38% | Mr. Prospector 3×5=15.63%、Northern Dancer 5･5×5=9.38%、ノーザンテースト 4･5（母内）=9.38% | [ § 4 ]           |
| 出典                            | 1. 2. 3. 4.                                                                                | 1. 2. 3. 4.                                                                                | 1. 2. 3. 4.                                                                                | 1. 2. 3. 4.       |

- おば（母の半妹）に2018年クイーン賞勝ち馬アイアンテーラー、いとこ（母の半姉の仔）に2018年JRA賞最優秀ダートホースのルヴァンスレーヴ[82]。また、3代母の半弟に青葉賞勝ち馬のサマーサスピションと重賞4勝を挙げたローゼンカバリーがいる。
- 社台グループの名牝系であるファンシミン系に属し、近親には上記のほかにもアドマイヤマックスやラインクラフト、ソングオブウインドなど活躍馬が多数。